# 松吉ゆかり
松吉 ゆかり（まつよし ゆかり、1964年6月26日 - ）は、元福岡放送アナウンサー、報道記者。
福岡県出身。福岡女子大学卒業、1987年、福岡放送に入社。同期に日テレの大杉君枝、保坂昌宏がいる。

## 担当番組
- めんたいワイド（ニュースキャスター）

## 備考
- 現在は結婚して2児の母でもある（FBSのママさんアナウンサー第1号といわれる）。2005年3月20日、息子が通っていた幼稚園の卒園式の際に、松吉自身が一母親としてわが子の姿をビデオカメラで撮影していたが、その途中で福岡県西方沖地震が発生した。そのテープは衝撃映像となり、その日のうちにニュース映像として使われたほか、FBSを始め全国ネットの番組でも度々使用される事がある。
- 「美人アナウンサー」として紹介されたこともある。同じくめんたいワイドの出演者である川上泰生が松吉のファンであり、番組内で一日デートをした。
- 学生時代は野球部のマネージャーを務めていた。